# Linea Keihan Ishiyama Sakamoto
La  linea Keihan Ishiyama Sakamoto (京阪石山坂本線?, Keihan Ishiyama Sakamoto-sen) è un sistema treno-tram urbano delle Ferrovie Keihan che si sviluppa all'interno della città di Ōtsu, nella prefettura di Shiga, in Giappone. Assieme alla linea Keihan Keishin fa parte della linea Ōtsu.

## Caratteristiche
La linea si sviluppa per circa 14 km da sud a nord, lungo la costa sud e ovest del lago Biwa. I convogli percorrono per la maggior parte del tracciato un percorso in sede riservata e protetta, ad eccezione di un punto nei pressi della stazione id Hamaōtsu, dove i treni percorrono sede stradale, e pertanto si può parlare di sistema tram-treno.
Presso il capolinea nord di Sakamoto è possibile proseguire il viaggio sulla funicolare Sakamoto che porta sul monte Hiei, famosa meta di pellegrinaggio per la presenza del tempio Enryaku-ji.
Il colore che contraddistingue il servizio è il verde scuro. Tutte le stazioni sono dotate di tornelli automatici di accesso con supporto alla bigliettazione elettronica PiTaPa e ICOCA.

## Servizi
La linea è percorsa da treni locali che fermano a tutte le stazioni ogni 7-8 minuti fra Ishiyamadera e Ōmijingūmae, mentre i treni che proseguono fino al capolinea di Sakamoto sono uno ogni 15 minuti circa.

## Stazioni

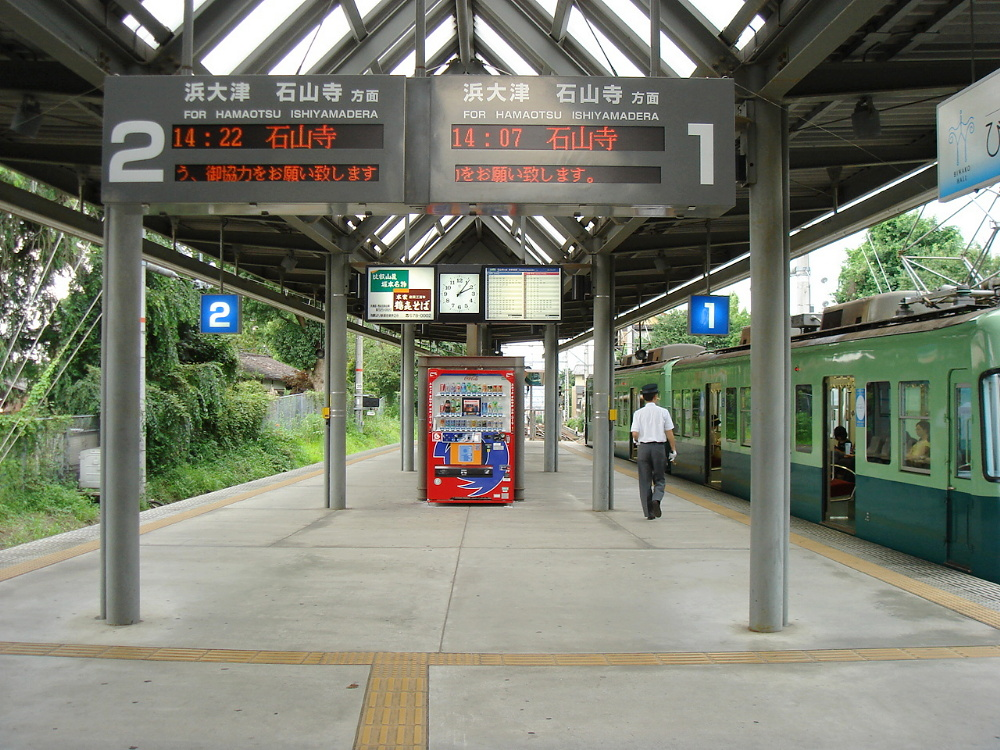
Stazione Sakamoto

| Stazione        | Giapponese | Distanza | Distanza | Collegamenti                 | Posizione |
| Stazione        | Giapponese | Interst. | Totale   | Collegamenti                 | Posizione |
| --------------- | ---------- | -------- | -------- | ---------------------------- | --------- |
| Ishiyamadera    | 石山寺     | -        | 0.0      |                              | Ōtsu      |
| Karahashimae    | 唐橋前     | 0.7      | 0.7      |                              | Ōtsu      |
| Keihan Ishiyama | 京阪石山   | 0.9      | 1.6      | Linea JR Biwako              | Ōtsu      |
| Awazu           | 粟津       | 0.8      | 2.4      |                              | Ōtsu      |
| Kawaragahama    | 瓦ヶ浜     | 0.4      | 2.8      |                              | Ōtsu      |
| Nakanoshō       | 中ノ庄     | 0.5      | 3.3      |                              | Ōtsu      |
| Zezehonmachi    | 膳所本町   | 0.5      | 3.8      |                              | Ōtsu      |
| Nishiki         | 錦         | 0.4      | 4.2      |                              | Ōtsu      |
| Keihan Zeze     | 京阪膳所   | 0.5      | 4.7      | Linea JR Biwako              | Ōtsu      |
| Ishiba          | 石場       | 0.8      | 5.5      |                              | Ōtsu      |
| Shimanoseki     | 島ノ関     | 0.5      | 6.0      |                              | Ōtsu      |
| Hamaōtsu        | 浜大津     | 0.7      | 6.7      | Linea Keihan Keishin         | Ōtsu      |
| Miidera         | 三井寺     | 0.5      | 7.2      |                              | Ōtsu      |
| Bessho          | 別所       | 0.8      | 8.0      |                              | Ōtsu      |
| Ōjiyama         | 皇子山     | 0.5      | 8.5      | Linea Kosei (presso Ōtsukyō) | Ōtsu      |
| Ōmijingūmae     | 近江神宮前 | 0.6      | 9.1      |                              | Ōtsu      |
| Minami-Shiga    | 南滋賀     | 0.9      | 10.0     |                              | Ōtsu      |
| Shigasato       | 滋賀里     | 0.8      | 10.8     |                              | Ōtsu      |
| Anō             | 穴太       | 1.5      | 12.3     |                              | Ōtsu      |
| Matsunobamba    | 松ノ馬場   | 1.2      | 13.5     |                              | Ōtsu      |
| Sakamoto        | 坂本       | 0.6      | 14.1     | Funicolare Sakamoto          | Ōtsu      |